# Batak (obchtina)
Pour les articles homonymes, voir Batak.
Batak (bulgare : Батак) est une obchtina de l'oblast de Pazardjik en Bulgarie.